# 154
El 154 (CLIV) fou un any comú començat en dilluns del calendari julià.

## Esdeveniments
- Finalització del Mur d'Antoní.[1]
- Tiberi Juli Eupàtor esdevé rei del Bòsfor Cimmeri, estat client de l'Imperi Romà[2]

## Naixements
- Edessa: Bardesanes, escriptor sirià.
- Yuan Shao, senyor de la guerra que va viure durant la tardana Dinastia Han Oriental